# Bracon peruvianus
Bracon peruvianus är en stekelart som beskrevs av Szepligeti 1904. Bracon peruvianus ingår i släktet Bracon och familjen bracksteklar. Inga underarter finns listade.